# Fontanafredda
Fontanafredda (friuli nyelven Fontanefrede) település Olaszországban, Friuli-Venezia Giulia régióban, Pordenone megyében. Lakosainak száma 12 818 fő (2023. január 1.). Fontanafredda Brugnera, Budoia, Caneva, Porcia, Friuli-Venezia Giulia, Sacile, Aviano, Polcenigo és Roveredo in Piano községekkel határos.

## Népesség
A település lakossága az elmúlt években az alábbi módon változott:
| Lakosok száma | 12 359 | 12 521 | 12 818 |
|               | 2017   | 2018   | 2023   |